# ليلة الأم
ليلة الأم (بالإنجليزية: Mother Night) هي رواية للكاتب الأمريكي كورت فونيجت، نُشرت لأول مرة في فبراير 1962. أخِذ عنوان الكتاب من مسرحية فاوست لمؤلفها غوته.
تأخذ الرواية شكل الذكريات الخيالية لهاورد دبلو كامبل جونيور، وهو أمريكي انتقل إلى ألمانيا عام 1923 في سن الحادية عشرة، وأصبح لاحقًا كاتبًا مسرحيًا معروفًا وداعيًا للنازية. تُروى قصة الرواية (من خلال استخدام القص الماورائي) من كامبل نفسه، يكتب مذكراته في انتظار المحاكمة بتهمة ارتكاب جرائم حرب في سجن إسرائيلي. يظهر هاورد دبليو كامبل أيضًا بشكل مقتضب في رواية فونيجت اللاحقة؛ المسلخ رقم خمسة.

## ملخص الحبكة
صيغت الرواية باعتبارها مذكرات هاورد دبليو كامبل جونيور. يكتبها أثناء سجنه وفي انتظار محاكمته بتهمة ارتكاب جرائم حرب بسبب أفعاله كداعية للنازية. يروي كامبل، الأمريكي الذي انتقل إلى ألمانيا مع والديه في سن الحادية عشرة، طفولته بينما يعزز الحزب النازي سلطته. بدلًا من مغادرة البلاد مع والديه، يواصل كامبل مسيرته المهنية ككاتب مسرحي، إذ تكون علاقاته الاجتماعية الوحيدة مع النازيين. لكونه من التراث الآري على نحو كافٍ، يصبح كامبل عضوًا في الحزب بالاسم فقط. يكون غير مبالٍ سياسيًا، ولا يهتم إلا بفنه وزوجته هيلغا، التي تمثل أيضًا دور البطولة في جميع أعماله المسرحية.
يلتقي كامبل مع فرانك ويرتانين، أحد عملاء وزارة الحرب الأمريكية. يطلب ويرتانين من كامبل التجسس كعميل مزدوج للولايات المتحدة في الحرب العالمية الثانية الوشيكة. يرفض كامبل العرض، ويضيف ويرتانين بسرعة قائلًا أنه يريد منه التفكير بالأمر. عندما تبدأ الحرب، يبدأ كامبل في شق طريقه من خلال منظمة يوزف غوبلز الدعائية، ليصبح في نهاية المطاف «صوت» البث الذي يهدف إلى تحويل الأمريكيين إلى القضية النازية. دون علم النازيين، تشكل كل خواص خطابات كامبل، من وقفاته المقصودة والسعال، وما إلى ذلك، جزءًا من المعلومات المشفرة التي يمررها إلى مكتب الخدمات الاستراتيجية الأمريكي. لم يُخبَر كامبل عن المعلومات التي يرسلها، ولا يكتشفها أبدًا.
بعد منتصف الحرب تقريبًا، تذهب هيلغا إلى الجبهة الشرقية لتسلية القوات الألمانية. ينفعل كامبل كثيرًا عندما يسمع باجتياح القوات السوفيتية للمعسكر الذي زارته هيلغا في شبه جزيرة القرم، ويظن أنها توفيت. في أوائل عام 1945، قبل غزو الجيش الأحمر برلين مباشرة، يزور كامبل عائلة زوجته للمرة الأخيرة. خلال الزيارة، يتبادل الحوار مع شقيقة هيلغا الصغرى، ريسي، ما سيتردد على مسامعه لسنوات لاحقة. بعد اعتقال كامبل من قبل القوات الأمريكية، يعمل ويرتانين على التوصل إلى اتفاق يطلق فيه سراحه ويمنحه حق المرور إلى مدينة نيويورك.
بعد مرور خمسة عشر عامًا، يعيش كامبل حياة مجهولة الهوية، مستندة على ذكريات زوجته فقط والفضول اللامبالي حول مصيره في النهاية. يكون صديقه الوحيد هو جورج كرافت، الجار الوحيد على غراره، الذي تصادَف أيضًا أن يكون عميل مخابرات سوفيتي من خلال مصادفة غير عادية. يحاول خداع كامبل بالفرار إلى موسكو من خلال نشر هويته وموقعه. تجعل منظمة متطرفة للبيض من كامبل قضية شهيرة، وتدعوه إلى التحدث إلى المجندين الجدد. يظهر زعيم المجموعة، وهو طبيب أسنان يدعى ليونيل جونز، في شقة كامبل مع مفاجأة: امرأة تدّعي أنها هيلغا، حية وبصحة جيدة، تزعم حبها الأبدي له. تعود رغبة كامبل للحياة، وما زالت كذلك حتى بعد اكتشافه أنها ليست هيلغا بل ريسي. يخططون للهروب إلى مدينة مكسيكو بعد حضورهم أحد اجتماعات جونز الفاشية.
يظهر ويرتانين لتحذير كامبل من مؤامرة كرافت وتواطؤ ريسي. يقرر كامبل بقلب مكسور أن يواجه التمثيلية. يتصدى لكرافت وريسي، وتُقسِم الأخيرة بصدق مشاعرها تجاهه. يداهم مكتب التحقيقات الفدرالي الاجتماع ويأخذ كامبل رهن الاعتقال، بينما تنتحر ريسي بأخذ كبسولة سيانيد. كما كان الحال سابقًا، يستخدم ويرتانين نفوذه ليحرر كامبل. عندما يعود كامبل إلى شقته، يدرك أنه ليس لديه أي سبب حقيقي للاستمرار في الحياة، ويقرر تسليم نفسه إلى الإسرائيليين لمحاكمته.
أثناء سجنه في إسرائيل، يلتقي كامبل بأدولف أيخمان، ويقدم له نصيحة حول كيفية كتابة سيرة ذاتية. في نهاية الكتاب، يدرج رسالة تلقاها للتو من ويرتانين. أخيرًا، تصل الأدلة التي تؤكد أنه كان جاسوسًا أمريكيًا حقًا، ويكتب ويرتانين أنه سيشهد على ولاء كامبل الحقيقي في المحكمة. بدلًا من الشعور بالارتياح، يشعر كامبل «بالغثيان» إزاء فكرة إنقاذه من الموت ومنحه الحرية فقط عندما لا يكون قادرًا على الاستمتاع بأي شيء قد تقدمه الحياة. في السطور الأخيرة، يقول كامبل للقارئ إنه لن يشنق نفسه على جرائمه ضد الإنسانية، بل على «الجرائم التي ارتكبها بحق نفسه».

## روابط خارجية
- ليلة الأم على موقع الموسوعة البريطانية (الإنجليزية)